# Matavera
Matavera, llamado también Rangiatea, es uno de los cinco distritos de la isla de Rarotonga, en las Islas Cook. Situado al noroeste de la isla, formaba parte junto con los distritos de Ngatangiia y Titikaveka, de la tribu de Takitumu. Actualmente, el distrito corresponde a la circunscripción electoral del mismo nombre.
De acuerdo con el Tribunal local, ahora está constituido por cinco tapere que son Titama, Matavera, Nukumea, Pouara, Vaenga y Tupapa, este último ubicado en el distrito de Avarua.
Ésta es cronológicamente la quinta villa fundada por los misioneros de la Sociedad Misionera de Londres en 1849, a unos dos kilómetros al norte de la Ngatangiia. Su fundación responde a las preocupaciones políticas, por estar relacionados con los deseos de independencia de cuatro mataiapo del valle a cargo de la dirección de Pa Ariki, uno de los dos grandes líderes de Takitumu.
- Datos: Q3298238